# If Day

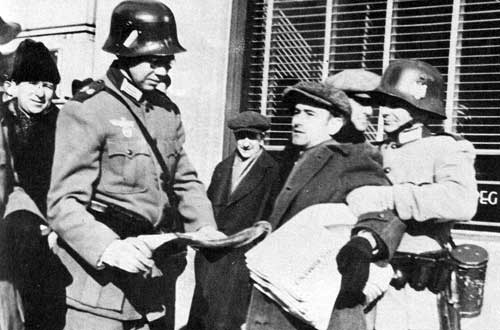
Людина, яка видає себе за німецького солдата, пристає до продавця газет під час Дня «Якщо».

49°53′44″ пн. ш. 97°08′19″ зх. д. / 49.895555555556° пн. ш. 97.138611111111° зх. д.
День «Якщо» (англ. If Day, фр. Si un jour) — симуляція нацистського вторгнення та окупації канадського міста Вінніпег і його околиць, в провінції Манітоба, яка відбулася 19 лютого 1942 року, під час Другої світової війни. Вона була організована Організацією займів для перемоги Великого Вінніпегу (англ. Greater Winnipeg Victory Loan) задля заохочення громадян до купівлі військових облігацій. На той момент, ця подія була найбільшим військовим навчанням, яке коли-небудь проходило у Вінніпегу.
Під час Дня «Якщо» були інсценовані бої між канадськими військовими та волонтерами, одягненими у форму німецьких солдатів, арешт відомих політичних діячів, введення нацистської адміністрації та переможний парад. Цю подію провели задля збору коштів на військові витрати: і того дня Вінніпегу зібрали більше 3 мільйонів доларів. Організатори вважали, що страх та переляк, спричинені цією симуляцією, мотивує людей купувати більше військових облігацій, які будуть витрачені на війну із Нацистською Німеччиною.

## Передумови

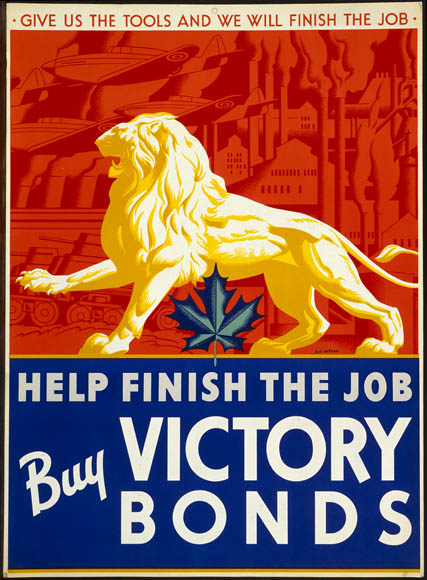
Постер 1941 року, який закликає купувати військові облігації.

День «Якщо» організували спеціально для заохочення суспільства до купівлі військових облігацій (англ. Victory Bonds). Ці облігації були позиками, які громадяни та організації зі всієї Канади надавали уряду, щоб він міг витрачати набагато більше коштів на ведення війни. День «Якщо» був частиною другої національної кампанії зі збору коштів на облігаціях, яка почалась 16 лютого і тривала до 9 березня 1942 року. Для Манітоби була поставлена ціль зібрати 45 мільйонів доларів (що еквівалентно 720 мільйонам доларів 2021 року), включно із Вінніпегом, для якого була поставлена ціль у 24,5 мільйонів. У межах загальнонаціональної кампанії планувалося запалити «Вогні Свободи» в містах по всій країні, але лютнева погода у Вінніпегу не сприяла ефективності такої ідеї, через що Організація позик для перемоги Великого Вінніпегу, регіональне відділення Національного комітету фінансування війни, під керівництвом Джона Дрейпера Перріна, вирішила застосувати інший підхід. Організатори вважали, що принесення війни (а точніше її симуляції) прямо в доми людей змусить тих із них, хто не відчуває впливу війни на собі, змінити свою думку.
Організаційний комітет розділив мапу Манітоби на 45 секторів, із кожного з них планувалося зібрати по 1 мільйону доларів. Як тільки в певному секторі вдавалося зібрати 1 мільйон доларів, «окупація» цього сектора припинялась. Ця мапа була вивішена на розі вулиць Портадж та Мейн в самому центрі міста. Інформацію про кампанію опублікували в місцевих газетах за декілька днів до події, однак все одно «вторгнення нацистів» стало для більшості жителів Вінніпегу несподіванкою. Для запобігання паніці в сусідній Міннесоті, її жителі також були попереджені про подію, оскільки радіопередачі з описом «вторгнення» могли прийматися радіоприймачами і в цьому штаті також (організатори прагнули уникнути ситуації, яка сталася в 1938 році під час радіоспектаклю «Війна світів», коли постановні радіорепортажі про вторгнення прибульців люди сприйняли як цілком реальні). Літаки Повітряних сил Канади, пофарбовані як німецькі військові літаки, пролетіли над містом 18 лютого 1942 року. В маленькому містечку Селкірк на північний схід від Вінніпега 18 лютого, за день до основних подій, провели окрему кампанію: одногодинне відключення електроенергії та імітація бомбардування.

## Перебіг
У цій симуляції взяли участь 3500 солдатів канадської армії з усіх підрозділів розташованих у Вінніпегу, що зробило День «Якщо» найбільшим військовим навчанням, яке коли-небудь відбувалося у Вінніпегу до того моменту. Сили «оборони» очолювали полковники Прідгем та МакКей. Були задіяні 18-й бронеавтомобільний полк Манітоби, 10-й інженерний корпус, Королівські вінніпегські стрільці, Вінніпегські гренадери, Вінніпегська легка піхота, Окремий гірськопіхотний підрозділ Королеви Канади, Ветеранська гвардія Канади (включно із 300 ветеранами Першої світової війни), а також резервісти та цивільні добровольці. Форму для тих, хто грав роль німецьких солдат, орендували в Голівуді. Ними командував Ерік фон Нойренберг (при цьому невідомо чи це псевдонім, чи це справжнє ім'я). На цю подію було витрачено приблизно 3000 доларів.
«Німецькі» патрулі почали з'являтися у місті до 5:30 19 лютого. Диктор на радіо був затриманий, а його мікрофон переданий для ведення радіотрансляцій «окупаційною адміністрацією», починаючи з 5:45. «Нацистські війська» зібралися у західній частині міста через пів години після появи перших «патрулів». Канадські війська збиралися в казармах Форту Осборн та на збройових складах Мінто та Макгрегор о 6:30. Вже о 7:00 були увімкнуті сирени оповіщення про бомбардування та вимкнуте освітлення для «світломаскування». До 7:00 почалась симуляція бомбардування. О 7:03 «німецькі війська» почали наступ на місто, яке «обороняла» маленька група резервістів та цивільних.

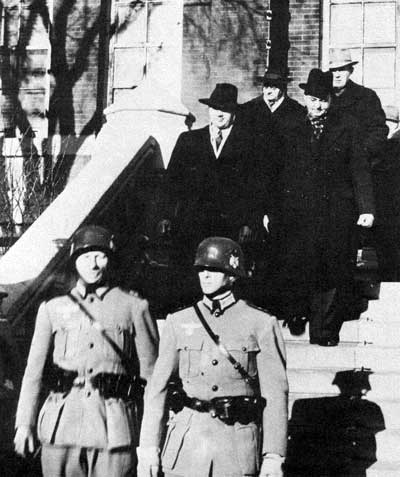
Заарештованих членів міського уряду ведуть до табору для інтернованих.

Симуляції перестрілок супроводжувались масштабними переміщеннями військ та імітаціями підриву мостів за допомогою вугільного пилу та динаміту. Дев'ять угруповань військ утримували три позиції під час «вторгнення» за чітко прописаним сценарієм. Цими військами керували за допомогою телефону та світлових сигналів зі штабу, організованого в Будівлі торгової палати. Легкі танки пули поставлені на дорогах та залізничних вузлах, коли «бої» посилилися. Тридцять зенітних машин та багато зенітних установок на дахах будівель стріляли холостими набоями по літаках, що пролітали над ними. Перше фейкове оголошення про жертви було опубліковане о 8:00. У стратегічних місцях були влаштовані наметові лікарні, щоб «лікувати поранених», разом з двома особами, які дійсно отримали незначні травми під час симуляції вторгнення.
О 9:30 «оборонці» здалися «нацистам» і місто було повністю «окуповане». Люди, які грали роль німецьких солдат, почали широкомасштабну кампанію утисків місцевого населення, посилаючи озброєні команди по всьому місту. Деяких людей забрали до табору для інтернованих на Ловер-Форт-Гаррі, серед них були відомі політичні діячі: прем'єр-міністр Манітоби Джон Брекен, разом з членами його кабінету та його партійних зборів, мер Вінніпегу Джон Квін, віцегубернатор Манітоби Роланд Фейрберн МакВільямс, а також посол Норвегії у США Вільгельм де Моргенстьєрн, який був у місті в той день. Члену міської ради Ден МакКліну вдалося втекти, однак його піймали після інтенсивного пошуку. Прапор Канади у Ловер-Форт-Гаррі замінили на прапор Третього Рейху, а місто було перейменоване на Гіммлерштадт. Головна вулиця була перейменована на Гітлерштрассе.
Було оголошено про призначення Еріха фон Нойренберга гауляйтером провінції та Джорджа Вейта головою місцевого Гестапо. Вони оголосили що перед ними стоїть мета допомогти Гітлеру здійснити колонізацію Канади, скориставшись тим фактом, що там доволі невелика густина населення. Еріх фон Нойренберг випустив наказ, який був вивішений по всьому місту:

1. Ця територія відтепер є частиною Великого Рейху та перебуває під командуванням полковника Еріха фон Нойренберга, гауляйтера фюрера.
2. Цивільним особам заборонено перебувати на вулиці між 21:30 та світанком.
3. Всі публічні місця є забороненими до відвідування, в одному місці в один час не можуть збиратися понад 8 осіб.
4. Кожен власник житла має надати місце для проживання 5 солдат.
5. Всі військові і напіввійськові організації та братерства віднині розпущені та заборонені. Скаути та подібні молодіжні організації продовжать існувати, але під керівництвом гауляйтера та СС.
6. Всі власники автомобілів, вантажівок та автобусів мають зареєструвати їх в окупаційному штабі, де ці транспортні засоби забере окупаційна армія.
7. Кожен фермер має негайно повідомити про обсяги своїх запасів зерна та скотини, жодна продукція, вироблена на фермі, не може бути продана без посередництва Штабу коменданта продовольства у Вінніпегу. Фермери не можуть залишати свою продукцію собі для власного споживання, а мають купувати її назад через окупаційну адміністрацію у Вінніпегу.
8. Всі національні символи, окрім німецьких, мають бути негайно знищені.
9. Кожному жителю будуть видані продуктові картки, їжа та одяг можуть бути придбані лише після пред'явлення цих карток.
10. Такі злочини будуть каратися смертю без суду:
  1. Спроби організувати спротив окупаційній армії.
  2. В'їзд або покидання провінції без дозволу.
  3. Відсутність звіту про ту власність, про яку наказано звітувати.
  4. Володіння вогнепальною зброєю.

НІХТО НЕ БУДЕ ДІЯТИ, ВИСЛОВЛЮВАТИСЬ АБО ДУМАТИ ВСУПЕРЕЧ НАШОМУ НАКАЗУ.
Оригінальний текст (англ.)

1.  This territory is now a part of the Greater Reich and under the jurisdiction of Col. Erich Von Neuremburg, Gauleiter of the Fuehrer. 
2.  No civilians will be permitted on the streets between 9:30 pm and daybreak. 
3.  All public places are out of bounds to civilians, and not more than 8 persons can gather at one time in any place. 
4.  Every householder must provide billeting for 5 soldiers. 
5.  All organizations of a military, semi-military or fraternal nature are hereby disbanded and banned. Girl Guide, Boy Scout and similar youth organizations will remain in existence but under direction of the Gauleiter and Storm troops. 
6.  All owners of motorcars, trucks and buses must register same at Occupation Headquarters where they will be taken over by the Army of Occupation. 
7.  Each farmer must immediately report all stocks of grain and livestock and no farm produce may be sold except through the office of the Kommandant of supplies in Winnipeg. He may not keep any for his own consumption but must buy it back through the Central Authority in Winnipeg. 
8.  All national emblems excluding the Swastika must be immediately destroyed. 
9.  Each inhabitant will be furnished with a ration card, and food and clothing may only be purchased on presentation of this card. 
10.  The following offences will result in death without trial 
  1.  Attempting to organize resistance against the Army of Occupation 
  2.  Entering or leaving the province without permission. 
  3.  Failure to report all goods possessed when ordered to do so. 
  4.  Possession of firearms. 

NO ONE WILL ACT, SPEAK OR THINK CONTRARY TO OUR DECREES.

Заголовок газети «Winnipeg Tribune», 19 лютого 1942

На дверях церков були повішені повідомлення про те, що релігійні служби заборонені, а священників, які не погоджувалися з цим, заарештували. Озброєні солдати зупиняли міські автобуси та влаштовували облави на євреїв. Міську газету «Winnipeg Tribune» перейменували на «Das Winnipeger Lügenblatt» («Вінніпегська дошка брехні») та перетворили на рупор «нацистів», де публікували лише сильно цензуровані статті, а перша сторінка була майже цілковито німецькомовною. В одній із сатиричних статей в цій газеті було написано: «це визначний день для Манітоби …Нацисти, як наш Фюрер, є терплячими, добрими та толерантними, але ЇХНЄ ТЕРПІННЯ ШВИДКО ВИСНАЖУЄТЬСЯ»; в іншій було написане «офіційне повідомлення», затверджене німецькою адміністрацією, в якому читачам наказували сміятися, а тим, хто не сміятиметься, погрожували ув'язненням. На Генрі Вепплера, продавця газет «Winnipeg Free Press», напали і вирвали в нього з рук газети. Випуск газети «Winnipeg Free Press» на першій шпальті містив репортаж про «вторгнення», в якому у дрібних деталях описували катастрофічні наслідки нацистського вторгнення у Вінніпег.

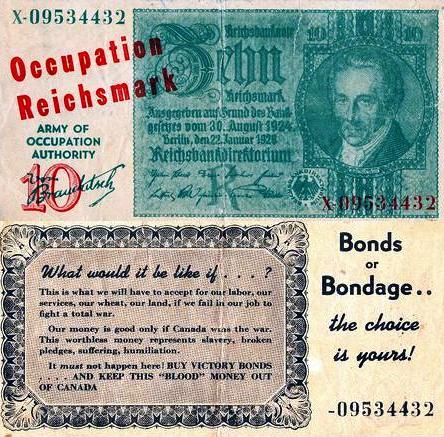
Підробна німецька райхсмарка, на реверсі якої була реклама військових облігацій.

Перед будівлею Вінніпегської публічної бібліотеки влаштували показове спалювання книжок (для цього завчасно були відібрані пошкоджені чи застарілі книжки, які однаково підлягали би утилізації). Солдати зайшли до кафетерію страхової компанії «Great West Life» та відібрали в працівників обіди. Також солдати забрали у відділках поліції куртки зі шкіри бізона та носили їх цілий день, оскільки температура на вулиці в той день опускалася нижче −8 °C. В одній з початкових шкіл директора заарештували та замінили його на «нацистського» викладача, який почав навчати «нацистській істині»; спеціальні уроки були приготовлені для учнів старших шкіл по всьому місту. Деякі магазини та житлові будинки були розграбовані «нацистськими військами». Канадський долар замінили на підробну німецьку райхсмарку.
Подія закінчилася о 17:30 урочистим звільненням арештованих громадян, парадом та промовами від щойно звільнених відомих діячів. Члени організаційного комітету та місцеві бізнесмени пройшли по проспекту Портедж з банерами, на яких було написано «Це НЕ МАЄ тут статися!» (англ. "It MUST Not Happen Here!") та «Купуйте облігації для перемоги» (англ. "Buy Victory Bonds"). Після параду в будівлі Компанії Гудзонової затоки був проведений бенкет. Присутній на ньому посол Вільгельм де Моргенстьєрн розповів про свій досвід під час дня «Якщо» та під час справжньої окупації Норвегії. Він сказав, що «переконлива симуляція нацистської окупації Вінніпега була правдоподібною алюзією на поведінку німців у контрольованій ними Європі».
Деякі навколишні міста також зазнали «окупації», наприклад Ніпава, де відбулися сутички між місцевими жителями і «німецькими солдатами». Місто Верден було перейменоване на «Верденберг». Канадська Телерадіомовна Корпорація (Сі-Бі-Сі) випустила в радіоефір провінції програму під назвою «Свастика над Канадою», в якій були німецькі військові марші та уривки промов Гітлера. Школярів раніше відпустили зі школи, щоб вони могли її послухати.

## Результати

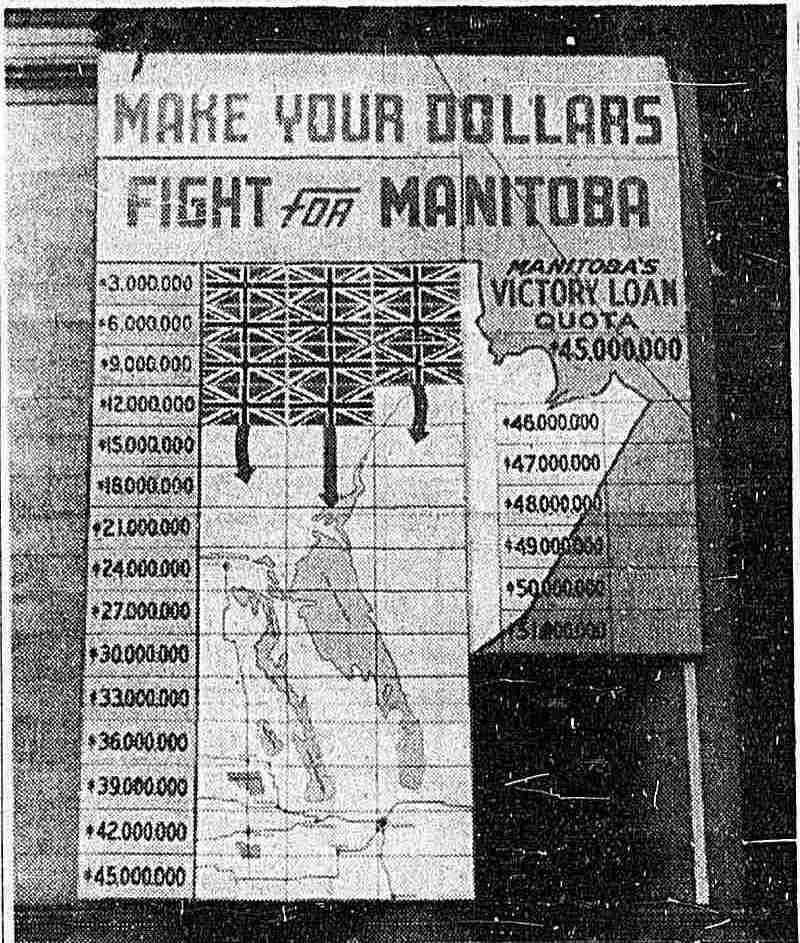
Мапа, яка показує обсяги продажів військових облігацій у Вінніпегу.

День «Якщо» спричинив бум продажів військових облігацій у Великому Вінніпегу та привернув увагу людей з усієї Північної Америки. Журнал «Life» опублікував фоторепортаж подій у Вінніпегу та деяких інших місцях у Манітобі під час Дня «Якщо». Репортери з декількох американських видань, включно із «Newsweek» та «The New York Times», були присутніми. Оператор Люс'єн Рой зняв кінохроніку подій для BBC News. Приблизно 40 мільйонів людей по всьому світу побачили репортажі про День «Якщо».
Під час Дня «Якщо» було продано військових облігацій на суму в 3.2 мільйони доларів, що було найбільшою сумою зібраною протягом одного дня. Вже 24 лютого Вінніпег виконав свій план зі збору 24 мільйонів доларів на продажах військових облігацій, великою мірою завдяки Дню «Якщо».
По всій провінції Манітоба на той момент було зібрано 60 мільйонів доларів, набагато більше ніж очікувані 45 мільйонів. Загалом, по всій країні, було зібрано близько 2 мільярдів доларів, а День «Якщо» вважали найуспішнішою кампанією із промоції військових облігацій. Армія очікувала значного росту числа рекрутів-добровольців під час Дня «Якщо», однак їй так і не вдалося припинити довгострокове зниження в кількості рекрутів — лише 23 людини записались у добровольці, порівняно із щоденними 36 протягом першої половини лютого.
День «Якщо» був достатньо успішним для того, щоб надихнути подібні симуляції в інших містах. Уряд США звернувся до організаторів Дня «Якщо» із проханням розповісти детальніше про те, як усе було організовано. Менш масштабна симуляція пізніше відбулась у Ванкувері.
У 2006 році був випущений документальний фільм про цю подію, знятий для серії «Manitoba Moments» документальних фільмів телеканалу CTV. В ньому показувались кадри відеозйомки події, а також інтерв'ю з учасниками події та істориками.